# مارتینرودا (ایلم-کرایس)
مارتینرودا (به آلمانی: Martinroda) یک شهر در آلمان است که در ایلم-کرایس واقع شده‌است. مارتینرودا ۸۹۴ نفر جمعیت دارد.